# Slag bij de Cahul
De Slag bij (de) Cahul (Russisch: Сражение при Кагуле) was de belangrijkste veldslag van de Vierde Russisch-Turkse Oorlog en een van de grootste veldslagen van de 18e eeuw. De veldslag werd gevoerd door het Russische Eerste Leger onder veldmaarschalk Roemjantsev en de hoofdmacht van het Ottomaanse Leger (volgens aangedikte gegevens 150.000 man, waarvan 100.000 man infanterie en 50.000 man cavalerie) onder leiding van grootvizier Khalil Pasja nabij de stad Cahul, bij de rivier de Cahul, een zijrivier van de Donau in Moldavië. Daarnaast bevonden zich nog maximaal 80.000 man Krimtataarse cavalerie op 20 wersten van het slagveld.
Roemjantsev had op 7 juli de Slag bij de Larga gewonnen en had daarop zijn leger geconcentreerd bij het plaatsje Greceni, terwijl Khalil Pasja het Ottomaanse leger bij het Moldavische stadje Vulcănești had opgesteld. Pasja wilde de Russen in de front aanvallen, terwijl de Krimtataren zich bij het Jalpoegmeer aan de achterzijde van de Russen bevonden.

## Slag bij de Cahul
Roemjantsev wilde de plannen van de grootvizier voorkomen en stelde daarom 11.000 man op in de achterhoede en verdeelde de overige 27.000 man met 118 stuks artillerie in vijf groepen, die de Ottomaanse troepen aanvielen in de vroege morgen vanaf de frontzijde, de flanken en in de rug. Van 6 tot 8 uur 's morgens werden de Russische troepen zwaar bestookt. Toen de Russen het legerkamp aanvielen van de grootvizier, lanceerde deze een tegenaanval met 10.000 janitsaren, die een Russische eenheid uiteen sloegen. Roemjantsev zette daarop zijn reserve-eenheden in, waardoor hij zijn positie kon herstellen en wist vervolgens na een aantal zware gevechten de Ottomaanse Legers op de vlucht te doen slaan. Op 23 juli werden de vluchtende legers bij de oversteek bij Kartala aangevallen en uiteengeslagen.
Bij de slag sneuvelden meer dan 20.000 Ottomanen en werden 2000 man gevangengenomen door de Russen en werden 130 stuks artillerie en een konvooi met de rijkdommen van de grootvizier buit gemaakt.

## Verder verloop
Het Russische Eerste Leger stootte daarop door en nam alle belangrijke Turkse forten in het gebied in; İșmasıl, Kilija, Bender, Akkerman, Brailov en Isaac.
Ter herdenking aan de veldslag liet tsarina Catharina de Grote de Kagoelobelisk (Cahul wordt Kagoel genoemd in het Russisch) oprichten in Tsarskoje Selo, terwijl Frederik II van Pruisen Roemjantsev een diagram stuurde, waarin hij hem feliciteerde met zijn overwinning, die hij vergeleek met de daden van de oude Romeinen. Vier jaar later tekenden het Russische en het Ottomaanse Rijk op dezelfde dag het Verdrag van Küçük Kaynarca, waarmee de Russisch-Turkse Oorlog werd beëindigd.